# Anthogorgia bocki
Anthogorgia bocki is een zachte koraalsoort uit de familie Acanthogorgiidae. De koraalsoort komt uit het geslacht Anthogorgia. Anthogorgia bocki werd in 1931 voor het eerst wetenschappelijk beschreven door Aurivillius. 